# Rudy (film, 1995)
Pour les articles homonymes, voir Rudy.
Rudy, la coqueluche des enfants, le cauchemar des parents ! ou Rudy, le petit cochon au Québec (Rennschwein Rudi Rüssel) est un film allemand réalisé par Peter Timm et sorti en 1995. 
C'est le premier film adapté du roman pour enfants Rennschwein Rudi Rüssel de Uwe Timm. Une suite est sortie en 2007 sous le titre Rudy, le héros des enfants, la terreur des parents ! réalisée également par Peter Timm.

## Synopsis
La famille Gutzkow se rend à une fête. Ils gagnent la tombola un petit cochon. Ils l'adoptent et le baptisent Rudy. Mais ce mignon petit porcelet se transforme bien vite en un énorme cochon grassouillet qui crée la panique dans cette maison bien tenue ! Bruyant, turbulent et encombrant, Rudy va entraîner toute la famille dans une série d'aventures inattendues.

## Fiche technique
- Réalisation : Peter Timm
- Date de sortie : 
  - Allemagne : 16 mars 1995

## Distribution
- Ulrich Mühe : Heinrich Gutzkow, le père
- Iris Berben (VF : Véronique Augereau) : Almut Gutzkow, la mère
- Cora Sabrina Grimm : Betty Gutzkow, la fille aînée
- Kristina Pauls : Zuppi Gutzkow, la fille cadette
- Constantin von Jascheroff(VF : Hervé Grull,) Toby Gutzkow,le fils
- Edgar Selge : Dr. Walter
- Karl Lieffen : Buselmeier
- Angelika Milster : Lisa
- Werner Hansch : organisateur
- Nikolaus Paryla : gardien du camping
- Walter Buschhoff : Professeur Kurt
- Peter Franke : un homme ivre
- Dagmar Biener : le voisin
- Herta Worell : une hôtesse
- Dieter Brandecker : l'entraîneur de football
- Karl Heinz Kalisch : le président du club
- Andreas Kunze
- Marián Labuda
- Dieter Junck
- Jan André Zinnschlag
- Florian Seemann
- Klaus Grünberg
- Kurt Ackermann
- Horst Krause
- Irmgard Riessen
- Gerhard Hartig
- Birte Lensch
- Klaus Naeve
- Uli Pleßmann
- Stephan Schreck
- Kurt Lüthje
- Käthe Hotz
- Ludger Burmann
- Gottfried Mehlhorn
- Christopher Krieg : un footballeur
- Laura Timm : Laura
- Cosima Alessa Grimm: Cosima